# Comarca de los Cunqueiros
Els cunqueiros o tixileiros eren els habitants del pobles de El Bao i A Estierna pertanyents al  conceyu de Ibias i El Corralín i Trabáu pertanyents al conceyu de Degaña.
Els homes d'aquest pobles es dedicaven a la fabricació i venda transhumant de diferents objectes en fusta que ells anomenaven tixelas i als pobles dels voltants els deien concos.
En els seus desplaçaments utilitzaven una parla pròpia, el tixileiro.
El 1990 morí el darrer cunqueiro, Valdovinos Gavela Sal.